# لي سو ين

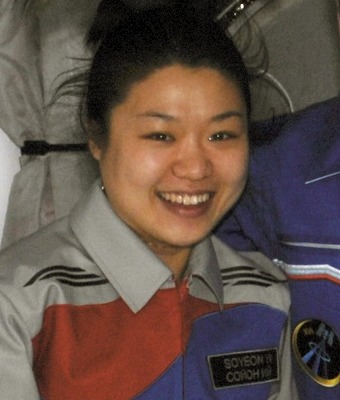
لي سو ين

لي سو ين هي أول رائد فضاء في كوريا الجنوبية. أول مهمة فضائية لها ستكون في المحطة الفضائية الدولية بالمشاركة مع رائدين روسيين هما سيرجي فولكوف وأوليج كونونينكو. وتستمر المهمة سبعة أو ثمانية أيام وستجري سون يون 14 اختباراً في الفضاء.
 ولدت في 28 يونيو 1978.

## مهمة
أول مهمة لي سو ين كانت الالتحام بمحطة الفضاء الدولية واستمرت المهمة أسبوعاً. وخلال رحلة العودة إلى الأرض تعرضت المركبة سيوز التي تقلها إلى خلل ما أدى إلى انحراف حاد في المسار المقرر للهبوط. قالت لي سو ين أنها كانت خائفة جداً خلال رحلة الهبوط.
المتحدث باسم طاقم التحكم بالرحلة فاليري ليندن أخبر بأن الطاقم تعرض لقوى جاذبية أكثر من تلك التي على الأرض بعشر مرات خلال الهبوط الذي استمر 3 ساعات ونصف.